# 東京水上警察署
東京水上警察署（とうきょうすいじょうけいさつしょ）は、かつて警視庁が管轄していた警察署である。

## 概要
全国に11カ所（東京・横浜・大阪・神戸・名古屋・広島・下関・北九州・博多・長崎・函館）所在した水上警察署の一つであった（横浜・大阪・神戸は現存する）。
東京水上署は警視庁第1方面に属していた。2007年9月定例都議会で新たに「東京湾岸警察署」を設置し水上署を廃止する条例改正案が可決され、2008年3月30日をもって廃止された。港区港南5丁目8番の庁舎（レインボーブリッジのループ部の対岸、港清掃工場に隣接）は同署廃止後に東京湾岸署の別館とされ、舟艇課を改称した「水上安全課」が引き続き使用している。
※以下のデータは、すべて廃止時点（2008年3月30日現在）のものである。

## 管轄地域

### 陸上面
特記のない区域は、全て東京湾岸警察署に移管された。
港区
- 海岸一丁目の一部（愛宕警察署に移管）
- 海岸二・三丁目（三田警察署に移管）
- 港南五丁目
- 台場一・二丁目

品川区
- 東品川五丁目
- 東八潮
- 八潮一・二・三・四・五丁目（四・五丁目は大井警察署に移管）

大田区
- 京浜島一・二・三丁目（大森警察署に移管）
- 城南島一・二・三・四・五・六・七丁目
- 東海一・二・三・四・五・六丁目（一・二丁目は大森警察署に移管）

江東区
- 青海一・二丁目

江戸川区
- 葛西臨海公園の東なぎさ（立入禁止区域のため不明）

中央防波堤埋立地
東京水上警察署が存在した時点では大田区と江東区が帰属を主張し係争中のため区の所属が不明となっていた。
- 内側埋立地（現江東区海の森一・二・三丁目）
- 外側埋立地（西部は現在の大田区令和島一・二丁目）

### 水上面
全て東京湾岸警察署に移管された。
- 京浜港東京区
- 東京都内各河川の一部 
  - 隅田川（白鬚橋以南）
  - 荒川（船堀橋以南）
  - 多摩川（大師橋以東）

## 警備艇

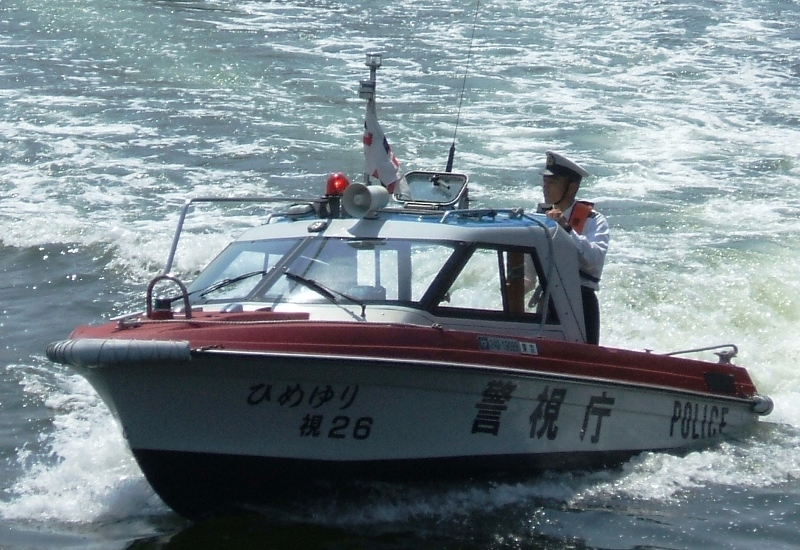
「ひめゆり」

- ふじ
- ひので
- あさしお
- わかちどり
- すいせん
- ひめゆり
- ひばり

## 沿革
- 1879年10月28日 : 水上警察署を開設。日本で初めて「警察署」という名称が使われた。
- 1954年12月28日：警視庁東京水上警察署に改称。
- 2008年3月30日 : 廃止。

## 交番
- 海岸通交番（港区海岸3丁目14-26）
  - 水上署廃止後は、三田警察署の管轄
- 竹芝交番（港区海岸1丁目12-2）
  - 水上署廃止後は、愛宕警察署の管轄
- 八潮団地交番（品川区八潮5丁目5-5）
  - 水上署廃止後は、大井警察署の管轄
- 第五台場交番（品川区東品川5丁目8-4）
  - 水上署廃止後は、東京湾岸警察署の管轄
- 大田市場前交番（大田区東海3丁目2-1）
  - 水上署廃止後は、東京湾岸警察署の管轄
- お台場海浜公園駅前交番（港区台場1丁目5-2）
  - 水上署廃止後は、東京湾岸警察署の管轄

### 地域安全センター
廃止された交番を活用して、日中は民間人の「安全サポーター」が詰めて、地域の安全活動の拠点となっている。
- 大井ふ頭地域安全センター（品川区八潮3丁目1-12）
  - 元大井ふ頭交番であったが、2007年3月に第五台場交番に統合され廃止。
  - 水上署廃止後は、東京湾岸警察署の管轄
- 京浜島地域安全センター（大田区京浜島3丁目3-9）
  - 元京浜島交番であったが、2007年3月に第五台場交番に統合され廃止。
  - 水上署廃止後は、大森警察署の管轄

## 水上派出所
水上署廃止後は全て、東京湾岸警察署水上安全課に引き継がれた。
- 日の出ふ頭水上派出所（港区海岸2丁目）
- 隅田川水上派出所（中央区東日本橋2丁目）
- 羽田水上派出所（大田区羽田空港1丁目）
- 中川水上派出所（江戸川区船堀2丁目）
- 豊洲運河水上派出所（江東区豊洲4丁目）